# (2968) Iliya
(2968) Iliya es un asteroide perteneciente al grupo de los asteroides que cruzan la órbita de Marte descubierto por Nikolái Stepánovich Chernyj desde el Observatorio Astrofísico de Crimea, en Naúchni, el 31 de agosto de 1978.

## Designación y nombre
Iliya fue designado inicialmente como 1978 QJ.
Más tarde, en 1988, se nombró por Ilya Muromets, un héroe legendario ruso.

## Características orbitales
Iliya orbita a una distancia media de 2,366 ua del Sol, pudiendo alejarse hasta 3,104 ua y acercarse hasta 1,628 ua. Tiene una excentricidad de 0,3121 y una inclinación orbital de 9,156 grados. Emplea en completar una órbita alrededor del Sol 1329 días.

## Características físicas
La magnitud absoluta de Iliya es 14,6.